# Holomelina pamphylia
Holomelina pamphylia är en fjärilsart som beskrevs av Druce 1889. Holomelina pamphylia ingår i släktet Holomelina och familjen björnspinnare. Inga underarter finns listade i Catalogue of Life.